# Route Point
Der Route Point (in Argentinien Punta Rumbo) ist eine Landspitze am nordwestlichen Ende von Laurie Island im Archipel der Südlichen Orkneyinseln. Er liegt 1,5 km westlich des Kap Robertson am nördlichen Ausläufer der Mackenzie-Halbinsel.
Entdeckt und benannt wurde die Landspitze im Dezember 1821 gemeinsam vom britischen Robbenfängerkapitän George Powell (1794–1824) mit der Sloop Dove und seinem US-amerikanischen Pendant Nathaniel Palmer mit der Sloop James Monroe. Der weitere Benennungshintergrund ist nicht überliefert. Der argentinische Name bedeutet in etwa Bestimmungsort.